# 谢米亚奇基农村居民点
谢米亚奇基农村居民点（俄语：Семячковское сельское поселение）是俄罗斯联邦布良斯克州特鲁布切夫斯克区所属的一个农村居民点。其下辖有28个居民点，行政中心为谢米亚奇基。据2015年统计，该农村居民点的人口为2306人。